# 王玘 (成化進士)
王玘（？—？），字德潤，浙江處州府遂昌縣人，民籍，明朝政治人物。

## 生平
應天府鄉試第八十三名舉人。成化十七年（1481年）中式辛丑科二甲第四十九名進士。歷官福建閩縣縣丞。

## 家族
曾祖王理之；祖父王得正；父王思武，前母周氏；楊氏。